# Дастан (село)
Дастан (каз. Дастан) — аул в Сарыагашском районе Туркестанской области Казахстана. Входит в состав Куркелесского аульного округа. Код КАТО — 515465880.

## Население
По данным 1999 года, в ауле не было постоянного населения. По данным переписи 2009 года, в ауле проживало 615 человек (307 мужчин и 308 женщин).